# Вилкерсон (Калифорнија)
Вилкерсон (енгл. Wilkerson) насељено је место без административног статуса у америчкој савезној држави Калифорнија.

## Демографија
По попису из 2010. године број становника је 563, што је 1 (0,2%) становника више него 2000. године.
| Група             | 2000.       | 2010.       |
| Белци             | 512 (91,1%) | 484 (86,0%) |
| Афроамериканци    | 0 (0,0%)    | 0 (0,0%)    |
| Азијати           | 4 (0,7%)    | 5 (0,9%)    |
| Хиспаноамериканци | 29 (5,2%)   | 53 (9,4%)   |
| Укупно            | 562         | 563         |